# Linda Maria Baros
Linda Maria Baros, (* 6. srpna 1981 v Bukurešti), je básnířka, překladatelka a literární kritička tvořící ve francouzštině a rumunštině. Je laureátkou prestižní Guillaume Apollinairovy ceny (Francie 2007). Francouzskou literární kritikou je považována za jeden z nejsilnějších hlasů dneška, za důležitou mladou básnířku 21. století. Její poesie byla přeložena v 25 zemích.

## Život
Linda Maria Baros se narodila v dělnické čtvrti v Bukurešti, kde navštěvovala základní školu a částečně i lyceum, které poté dokončila v Paříži. Vynikající studentka Sorbonny (Univerzity Sorbonne – Paříž IV), v roce 2011 získala doktorát z komparatistiky (Ph.D.) a o několik měsíců později se stala hlavní tajemnicí Collège de Littérature Comparée (Colegia srovnávacích literatur v Paříži).
V rumunštině publikovala dvě sbírky veršů a dvě divadelní hry (od roku 2002 je členkou Svazu rumunských spisovatelů. Počínaje rokem 2005 podporuje poesii, založila a řídí literární časopis VERSUs/m, poté iniciovala vznik Festivalu Primavera Poetilor (Jaro básníků), který spolupořádá. Festival se koná v 55 rumunských městech. Je renomovanou překladatelkou do francouzštiny a rumunštiny, vydala téměř třicet děl. Čás jejích překladů je shromážděna v Knihovně ZOOM (135 autorů z různých zemí). Od roku 2000 začíná v Paříž psát ve francouzštině. Druhá z básnických sbírek vydaných ve Francii získala roku 2007 jednomyslným usnesením poroty Guillaume Apollinairovu cenu (sbírka básní Dům ze žiletek). Rovněž v Paříž se stala počínaje rokem 2005 korektorkou několika největších francouzských vydavatelství, zástupkyní tajemníka Asociace překladatelů rumunské literatury (2006), kulturní ambasadorkou Rumunska v rámci Sezony evropské kultury (2008), hlavní pomocnou tajemnicí společnosti La Nouvelle Pléiade (2009), koordinátorkou básnické sekce časopisu Seine et Danube (2009–2010), doživotně volenou členkou francouzské básnické žiry, do níž patří důležité literární osobnosti, jako Max-Pol Fouchet nebo Guillaume Apollinaire.

## Dílo

### Poezie
Debutovala roku 1988 básněmi publikovanými v literárním časopise.
- Amurgu-i departe, smulge-i rubanul !, Bukurešť, Rumunsko 2001
- Poemul cu cap de mistreț (Báseň s hlavou divočáka), Vinea, Bukurešť, Rumunsko 2003
- Le Livre de signes et d’ombres (Slovník znaků a stínů), Cheyne, Francie 2004 ISBN 978-2-84116-096-9
- La Maison en lames de rasoir (Dům ze žiletek), Cheyne, Francie 2006, druhé vydání 2008 ISBN 978-2-84116-116-4
- L’Autoroute A4 et autres poèmes (Dálnice A4 a jiné básně), Cheyne, Francie 2009 ISBN 978-2-84116-147-8

Básně Lindy Marii Baros byly přeloženy v 25 zemích.

### Poesie – díla přeložená do jiných jazyků
- do rumunštiny – Dicționarul de semne și trepte (Slovník znaků a stínů), Editura Junimea, Iași, Rumunsko 2005
- do bulharštiny – Къща от бръснарски ножчета (Dům ze žiletek), překlad Aksinia Mihailova, Bulgarian Foundation for Literature, Sofie, Bulharsko 2010 ISBN 978-978-954-677-0
- do lotyštiny – Bārdasnažu asmeņu nams (Dům ze žiletek), překlad Dagnija Dreika, Daugava, Riga, Lotyšsko 2011 ISBN 978-9984-41-053-1

### Drama
- Marile spirite nu se ocupă niciodată de nimicuri (Velcí duchové se nikdy nezabývají nicotnostmi), Editura Muzeul National Literaturii Române, Bukurešť 2002
- A venit la mine un centaur (Přišel ke mně kentaur), META, Bukurešť 2002

### Kritické stati
- Passer en carène (do francouzština), Editura Muzeul National Literaturii Române, Bukurešť, Rumunsko 2005
- Les Recrues de la damnation (do francouzština), Editura Muzeul National Literaturii Române, Bukurešť, Rumunsko 2005

### Překlady
Přeložila téměř třicet titulů.
- Z rumunštiny do francouzštiny dílo autorů Nichita Stănescu, Angela Marinescu, Marta Petreu, Ioan Es. Popa, Mircea Bârsila a dalších.
- Stejně z francouzštiny, angličtiny a španělštiny přeložila do rumunštiny básnické dílo Henri Michaux, Boris Vian, José-Luis Reina Palazón, Maria-Antonia Ortega, Guy Goffetta nebo román Alphonse Daudet, James Oliver Curwood, Johanna Spyri ad.
- V roce 2008 založila virtuální knihovnu ZOOM (135 přeložených a vydaných autorů).

## Spolupráce
Spolupracuje s poetickými, literárně kritickými a překladatelskými časopisy Po&sie, Nunc, Poésie 2003, Aujourd’hui poème, Europe, La Revue littéraire, Pyro, Ici & Là, Confluences poétiques, MIR, La page blanche, La Traductière, Hauteurs, Littérales, Thauma, L’Écho d’Orphée, Levure Littéraire, Le Bateau Fantôme, Seine et Danube (Francie), Galateea, Observator München (Německo), Bunker Hill (Holandsko), Poetry Review, Horizon Review (Anglie), International Notebook of Poetry, Pleiades (USA), Scritture Migranti, Formafluens (Itálie), Contre-jour, Langage & créativité (Kanada), ABC, Alora, la bien cercada, El Coloquio de los Perros (Španělsko), Revolver, Le Journal des Poètes, Langue vive (Belgie), Électron libre (Maroko), Le Quotidien, Tageblatt, Le Jeudi (Lucembursko), Gradina, Poetika, Književni list (Srbsko), România literara, Viata româneasca, Luceafarul, Ziarul de Duminica, Academia de poezie, Apostrof Adevarul literar si artistic, Tribuna, Ziua literara, Arges, Calende, Astra, Noua literatura, VERSUs/m, (Rumunsko), Beagle (Japonsko), Shirdanra (Bangladéš), LA OTRA Mexiko, Europski glasnik (Chorvatsko), Apokalipsa (Slovinsko), La Revue de Belles Lettres (Švýcarsko) atd.

## Školní učebnice
- V učebnici Limba si literatura româna. Manual de clasa a XII-a (Rumunský jazyk a literatura pro 12. třídu), Editura Paralela 45, 2007, byla otištěna její báseň Caii de mină (Důlní koně).

## Antologie
Mnohé z jejích básní se objevily v téměř třiceti antologiích, např.:
- Les très riches heures du livre pauvre, éditions Gallimard, Francie 2011[6]

- Anthologie de la poésie amoureuse (Antologie milostných básní), Francie 2010[7]
- Europski glasnik (Evropská Messenger), Zagreb, Chorvatsko 2010[8]
- Cheyne, 30 ans, 30 voix (Cheyne, 30 let – 30 hlasů), Cheyne, Francie 2010[9]
- Runoilevien naisten kaupunki (Město básníků – 12 básníků z celého světa), Tammi, Helsinky, Finsko 2010[10]
- Poezia antiutopica (Antiutopická poesie) – generace 2000, Paralela 45, Rumunsko 2010
- Couleurs femmes – 57 francouzských básníků, Le Castor Astral & Le Nouvel Athanor, Francie 2010[11]
- Kijk, het heeft gewaaid – 40 básníků – 40 roků festivalu, Poetry International, Rotterdam, Holandsko 2009[12]
- Poésies de langue française. 144 poètes d’aujourd’hui autour du monde (Francouzská poesie – 144 současných básníků z celého světa), Éditions Seghers, Francie, 2008[13]
- Poëzie van dichters uit de hele wereld. Poetry International 2008, Holandsko, 2008
- Poesía francesa contemporánea. Diecisiete poetas (Současná francouzská poesie. 17 nutida franska poeter), Lancelot, Španělsko 2008

- Literatura tânara 2007 (Literatura mladé 2007), Svazu rumunských spisovatelů, 2007
- L'année poétique 2005 (Poesi på 2005-talet) – antologie vydavatelství Seghers, Éditions Seghers, Francie, 2006[15]

## Literární ceny
- Cena za poesii v rámci festivalu Jaro básníků, Francie 2001
- Cena za překlad Les Plumes de l'Axe, Francie 2001[16]
- Cena za překlad Mezinárodní akademie Mihaie Eminesca, Rumunsko 2002
- Cena za básnické povolání (Prix de la Vocation) – Slovník znaků a stínů Francie 2004[17]
- Guillaume Apollinairova cena (Prix Guillaume Apollinaire) – Dům ze žiletek), Francie 2007, jedno z nejdůležitějších ocenění za poesii ve Francii[18]
- Národní cena za poesii Iona Minulesca, Rumunsko 2008

## Překladatelské stipendium
- Le Collège Européen des Traducteurs Littéraires de Seneffe, Belgie 2003
- Poetry Translation Workshop The Golden Boat, Slovinsko 2005
- Le Centre de Rencontres Abbaye Neumünster, Institut Pierre Werner, Lucembursko 2006
- Vertalershuis (Dům překladatelů), Amsterdam, Holandsko 2007
- VERSschmuggel/réVERSible, Poesiefestival Berlin, Německo 2011

## Mezinárodní festivaly
- Mezinárodní festival literatury, Neptun, Rumunsko 2001
- Mezinárodní festival poezie, Rabat, Maroko 2004
- La Biennale internationale de poésie, Liège, Belgie 2005
- Mezinárodní festival Odyssée, Amman, Jordánsko 2005
- Festival Le Printemps des Poètes, Paříž, Francie 2005
- Le festival international de poésie de Teranova Francie 2006
- Mezinárodní festival Antares, Galati, Rumunsko 2006
- Lectures sous l’Arbre, Francie 2007
- Le Printemps des Poètes, (Francie 2007
- Le festival Dacia – Méditerranée, Francie 2007
- Festival International de la Poésie, Trois-Rivières, Québec, Kanada 2008
- Poetry International, Rotterdam Holandsko 2008[19]
- Les Voix de la Méditerranée, Lodève, Francie 2008
- Primavera dei Poeti, Itálie 2008
- Le Printemps Balkanique. Insolite Roumanie, Francie 2008
- La Mar de Letras, Cartagena, Španělsko 2008
- Le Printemps des Poètes, Francie 2008
- World Poetry Day, Belgrade, Srbsko 2008
- Le Printemps des Poètes, Lucembursko 2008
- Lectures sous l’Arbre, Francie 2009
- Paris en toutes lettres, Francie 2009
- Biennale de la poésie, Saint-Quentin-en-Yvelines, Francie 2009

- Le Printemps des Poètes, Francie 2009
- Festival Mucho Más Mayo, Španělsko 2010
- Festival DécOUVRIR, Concèze,Francie 2010
- Voix de la Méditerranée, Lodève, Francie 2010
- Festival MidiMinuitPoésie, Nantes, Francie 2010

- La Biennale Internationale de Poésie, Lutych, Belgie 2010
- Le Printemps des Poètes, Francie 2010
- Le Festival International de Poésie Wallonie-Bruxelles, Namur, Belgie 2010

- Festival À vous de lire, Francie 2010
- Le Festival franco-anglais, Francie 2010
- Poesiefestival Berlin, Německo 2011[23]
- Festimots, Francie 2011
- Festival Voix de la Méditerrané, Lodève, Francie) 2011
- Mezinárodní festival literatury Zile si nopti de literatura, Neptun, Rumunsko 2011

- Mezinárodní festival Encuentro de Poetas del Mundo Latino, Mexiko 2011

- Zeitkunst Festival, Berlin, Německo 2011[26]